# صموئيل ماركس
صموئيل ماركس (بالإنجليزية: Samuel Marx)‏ هو منتج أفلام وكاتب وكاتب سيناريو أمريكي، ولد في 26 يناير 1902 في نيويورك في الولايات المتحدة، وتوفي في 2 مارس 1992 في لوس أنجلوس في الولايات المتحدة.

## وصلات خارجية
- صموئيل ماركس على موقع IMDb (الإنجليزية)
- صموئيل ماركس على موقع ألو سيني (الفرنسية)
- صموئيل ماركس على موقع أول موفي (الإنجليزية)
- صموئيل ماركس على موقع قاعدة بيانات الأفلام السويدية (السويدية)
- صموئيل ماركس على موقع قاعدة بيانات الفيلم (الإنجليزية)
- صموئيل ماركس على موقع كينوبويسك (الروسية)